# El viaje de Popeye: Al rescate de Papi
El viaje de Popeye: Al rescate de papi es una película animada producida por la Mainframe Entertainment para Lions Gate Entertainment. El especial, creado para conmemorar el 75 aniversario del personaje de la historieta Popeye el Marino, fue transmitido por primera vez en el canal Fox el 9 de noviembre de 2004 y fue retransmitido en la misma red en diciembre de 2005.

## Trama
Popeye realiza una búsqueda para encontrar a su padre desaparecido Papi Poopdeck. Popeye es perseguido por pesadillas que le advierten que su Papi, que lo abandonó desde que era un niño, está en peligro y lo necesita, así que valientemente se pone en alta mar para encontrar a su padre perdido hace tiempo. Acompañado por su admiradora Oliva Olivo, el musculoso marinero Bluto, y el pequeño Cocoliso, se dirige al Mar del Misterio, que es el dominio de la malvada Bruja del Mar. Eventos extraños comienzan a suceder en el camino, mientras el grupo encuentra sirenas, serpientes y nieblas amenazantes.

## Elenco
- Billy West como Popeye y Papi Poopdeck.
- Tabitha St. Germain como Oliva Olivo y Cocoliso.
- Garry Chalk como Bluto.
- Sanders Whiting como Pilon.
- Kathy Bates como la Bruja del Mar.

## Producción
Originalmente esta película iba a ser una producción de Claymation por Will Vinton, pero debido a que Vinton perdió su estudio debido a razones financieras en 2002 el especial fue recogido por Mainframe Entertainment.
Billy West describió la producción como "el trabajo más duro que jamás tuve, nunca" y la voz de Popeye como "como una sierra circular en tu garganta.

## Recepción
La película recibió críticas mixtas.